# Governatorato della Nuova León
La Gobernación de Nueva León (in italiano governatorato della Nuova León) fu una delle due province - insieme al governatorato della Nuova Castiglia - create nel 1529 con le capitolazioni di Toledo dalla Corona di Castiglia in Sud America. Il governatorato fu assegnato a Simón de Alcazaba y Sotomayor e occupava la zona meridionale della Patagonia.

## Storia

La suddivisione del Sudamerica secondo le Capitolazioni di Toledo del 1529.

Il governatorato fu creato il 26 luglio 1529 mediante le Capitolazioni di Toledo tra Simón de Alcazaba y Sotomayor e la regina consorte Isabella del Portogallo, in nome del re Carlo I di Spagna. A Simón de Alcazaba y Sotomayor furono assegnate 200 leghe verso sud, conteggiate dal parallelo in cui terminava la giurisdizione della Nuova Castiglia concessa a Pedro de Mendoza (che arrivava fino a 48°22'52" di latitudine meridionale), nominandolo governatore, capitano generale, adelantado e alguacil maggiore del governatorato di Nuova León. Tuttavia, Alcazaba y Sotomayor non riuscì a effettuare l'esplorazione del nuovo territorio e il re decise (tra il 1530 e il 1531) di cedere i territori dalla località di Coronel fino allo stretto di Magellano alla Famiglia Fugger di Germania per motivi di debiti in occasione dell'elezione a imperatore, ma questa offerta fu rifiutata. Questi avevano già accettato l'offerta relativa al Venezuela.

### Modifica dei confini
Il 21 maggio 1534 il re firmò altre tre capitulazioni per esplorare e occupare le terre americane, stabilendo province o governatorati di 200 leghe in direzione nord-sud, tra cui il governatorato di Nuova León, assegnato a Simón de Alcazaba y Sotomayor, compreso tra l'oceano Atlantico e il Pacifico, a sud dei 36°57'09" di latitudine meridionale (linea da Coronel a Pinamar) e fino ai 48°22'52" di latitudine meridionale (linea da isola Campana a baia Laura). Successivamente, quando il governatorato fu assegnato a Francisco de Camargo nel 1536, il territorio fu esteso fino allo stretto di Magellano, confinando a sud con il governatorato della Terra Australis.